# Marcelino Galoppo
Marcelino René Galoppo (Freyre, Córdoba, 8 de mayo de 1970) es un exfutbolista argentino que jugaba como defensor.
Marcelino es padre del también futbolista Giuliano Galoppo.

## Trayectoria

### Racing de Córdoba
Galoppo debutó en Racing de Córdoba a finales de 1989. En su primer temporada descendió con la academia cordobesa a la B Nacional.

### Deportivo Español
En 1991 pasó a Deportivo Español, en lo que fue un corto paso.

### Platense
En la segunda mitad de 1991 llegó a Platense. Con el calamar jugó hasta 1993.

### Quilmes
En la temporada 1993/94 se sumó a Quilmes. En su primera temporada quedó en segunda posición, pero perdió en semifinales por el segundo ascenso a primera división. Galoppo jugó dos temporadas en el cervecero.

### Huracán de Corrientes
En 1995 se sumó a Huracán de Corrientes. Con el equipo correntino se consagró campeón, al vencer a Talleres y consiguió el histórico ascenso a Primera División.

### Chacarita
Para la temporada siguiente pasó a chacarita.

### Talleres
Volvió a Córdoba, para sumarse a Talleres, de cara a la temporada 1997/98. Llegó a la final por el campeonato y por el ascenso, ante el clásico rival de Talleres. Se coronó campeón y obtuvo el ascenso.

### Atlético Tucumán
Para la temporada siguiente se mudó a San Miguel de Tucumán, para sumarse a Atlético Tucumán. En el decano disputó solamente una temporada.

### Almirante Brown
En la temporada 1999/2000 jugó en Brown de Arrecifes.

### Dundee United
En el año 2000 tuvo su primera experiencia europea, cuando se mudó a Escocia para jugar en Dundee United.

### Argentinos Juniors
Luego de su paso por el fútbol escocés volvió a Argentina para sumarse a Argentinos Juniors.

## Clubes
| Club                            | País      |
| ------------------------------- | --------- |
| Racing de Córdoba               | Argentina |
| Deportivo Español               | Argentina |
| Platense                        | Argentina |
| Quilmes                         | Argentina |
| Huracán de Corrientes           | Argentina |
| Club Atlético Chacarita Juniors | Argentina |
| Talleres                        | Argentina |
| Atlético Tucumán                | Argentina |
| Brown de Arrecifes              | Argentina |
| Dundee United                   | Escocia   |
| Argentinos Juniors              | Argentina |

## Palmarés
| Título     | Equipo                | País      | Año     |
| ---------- | --------------------- | --------- | ------- |
| B Nacional | Huracán de Corrientes | Argentina | 1995/96 |
| B Nacional | Talleres              | Argentina | 1997/98 |